# Peter Schöttel
Peter Schöttel, född 26 mars 1967 i Wien, är en österrikisk fotbollstränare och före detta spelare.

## Klubbkarriär
Peter Schöttel spelade för Rapid Wien under hela sin karriär vilket har gjort honom till en legend bland fansen. Han var med och vann tre ligatitlar med Rapid Wien samt två inhemska cuptitlar och var dessutom lagkapten 1997-2001. 1996 spelade Schöttel hela matchen mot Paris Saint-Germain i finalen av Cupvinnarcupen som Rapid förlorade med 1-0. Efter att Schöttel avslutat karriären så pensionerades hans tröjnummer 5 fram till 2011.

## Internationell karriär
Peter Schöttel gjorde sin landslagsdebut 1988 för Österrike i en vänskapsmatch mot Schweiz och var med i truppen till VM 1990 och VM 1998. Totalt spelade Schöttel 63 landskamper.

## Meriter
- Österrikiska Bundesliga: 1987, 1988, 1996
- Österrikiska cupen: 1987, 1995